# Sindou Dosso
Sindou Dosso (Elefántcsontpart, 1986. április 23. –) elefántcsontparti labdarúgó, csatár.

## Pályafutása
2008-ban került Magyarországra a Nyíregyháza Spartacus FC játékosaként.
2010-ben a Vecsési FC csapatába került kölcsönbe, majd 2010 nyarán Kecskemétre szerződött.
2011-ben az izraeli első osztályba feljutott Hapoel Rishon LeZion csapatába került kölcsönbe, ahol négy mérkőzésen pályára lépett, majd súlyos sérülést szenvedett, és a szezon további részét kihagyta.

## Külső hivatkozások
- Adatlapja a kecskemetite.hu oldalon
- Adatlapja a tranfermakt.co.uk oldalon